# Korinchocoris
Korinchocoris is een geslacht van wantsen uit de familie van de Reduviidae (Roofwantsen). Het geslacht werd voor het eerst wetenschappelijk beschreven door Norman Cecil Egerton Miller in 1941.

## Soorten
Het genus bevat de volgende soorten:

- Korinchocoris anak Miller, 1948
- Korinchocoris chinai Miller, 1941
- Korinchocoris insolitus Miller, 1941
- Korinchocoris malayus Miller, 1941
- Korinchocoris pendleburyi Miller, 1941
- Korinchocoris venulus Zhang, Zhao, Ishikawa & Cai, 2010